# 春木場站
春木場站（日语：／ Harukiba eki */?）是一座位於岩手縣岩手郡雫石町的東日本旅客鐵道（JR東日本）田澤湖線的鐵路車站。

## 車站構造
- 側式月台1面1線的地面車站。不設站舍，但月台上設有候車室。雫石站管理的無人站。

## 历史
- 1964年（昭和39年）9月10日：車站啟用。
- 1987年（昭和62年）4月1日：因國鐵分割民營化，本站成為東日本旅客鐵道的車站。

## 車站周邊
- 御明神郵局
- 雫石町立御明神小學

## 相鄰車站
東日本旅客鐵道
■田澤湖線
雫石－春木場－赤渕

## 相關項目
- 日本鐵路車站列表

## 外部連結
- JR東日本 春木場站 （页面存档备份，存于）